# Tony Scott
Anthony David "Tony" Scott (North Shields, Northumberland, 21 de juliol de 1944 - San Pedro, Los Angeles, Califòrnia, 19 d'agost de 2012) va ser un cineasta i productor anglès. Guanyà molta notorietat a l'àmbit del cinema arran de l'èxit de la seva pel·lícula Top Gun protagonitzada per Tom Cruise. Era el germà petit del també cineasta Ridley Scott.

## Biografia
Va néixer a Stockton-on-Tees a les terres de conreu del nord d'Anglaterra. Les primeres relacions de Tony Scott amb la producció de cinema no van ser darrere de la càmera, sinó davant d'ella. Als 16 anys va aparèixer en Boy and bicicle, un curtmetratge que suposava el debut com a director del seu, en aquells dies amb 23 anys, germà Ridley. Seguint els passos del seu germà, Tony es va graduar al West Hartlepool College of Art. Intentant convertir-se en pintor, va ser l'èxit de la creixent companyia de producció d'anuncis de televisió del seu germà, Ridley Scott Associates (RSA), la que canviaria la seva atenció cap al cinema. "Tony volia fer documentals al principi. I li vaig dir, 'No vagis a la BBC, vine amb mi primer.' Jo sabia que ell tenia afició pels cotxes, així que li vaig dir 'Vine a treballar amb mi i en un any tu tindràs un Ferrari'. I ell ho va fer".
En el transcurs de les següents dues dècades, Scott dirigiria literalment milers d'anuncis de televisió per RSA, mentre ell també supervisava les operacions de la companyia durant els períodes en els quals el seu germà estava desenvolupant la seva carrera cinematogràfica, finalment en marxa amb Els duelistes el 1977 i Alien, el vuitè passatger el 1979. Tony també va tenir temps el 1975 per dirigir una adaptació d'una història de Henry James, L'Autor de Beltraffio, per a la televisió francesa, un projecte en el qual ell va acabar recalant per la seva victòria en un cara o creu contra el seu germà. Després del considerable èxit d'alguns directors d'anuncis britànics Hugh Hudson, Alan Parker, Adrian Lyne i el seu germà gran en els últims anys dels 70 i de principis dels 1980, Scott comença a rebre insinuacions de Hollywood quan té lloc la tragèdia. El 1980, el seu germà gran Frank mor de càncer.
Afligit, no obstant això, Scott persistiria a intentar llançar la seva carrera al cinema. Entre els projectes que li interessaven estava l'adaptació de la novel·la d'Anne Rice Entrevista amb el vampir, que llavors es trobava en desenvolupament. La MGM, no obstant això, tenia la seva pròpia història de vampirs que ells volien que Scott dirigís: després de no poder convèncer a la companyia de deixar el seu projecte i agafar en el seu lloc el d'Entrevista amb el vampir, Scott de totes maneres va decidir acceptar el projecte de la MGM, i fer-hi servir tots els conceptes visuals de disseny que havia desenvolupat per a Entrevista amb el vampir. El 1982, Scott va començar la producció de L'ànsia.
Un sensual, modest, tímid esforç "artístic", L'ànsia és protagonitzat per David Bowie i Catherine Deneuve com uns vampirs de la societat elegant de Manhattan, buscant desesperadament una cura mèdica per frenar el ràpid envelliment de Bowie. Amb la seva notòriament bonica fotografia i un sumptuós disseny de producció, L'ànsia va ser en conjunt diferent de qualsevol altra pel·lícula estrenada el 1983. Potser de forma no sorprenent, la pel·lícula no va trobar audiència, sent maltractada pels crítics i ignorada en la recaptació. No obstant això, la pel·lícula va guanyar posteriorment un estatus de pel·lícula de culte; trobant-se durant bastant temps sense feina a Hollywood, en els següents dos anys i mig, Scott va tornar als anuncis fins al seu següent rodatge d'una pel·lícula d'èxit.
Aquesta oportunitat es va presentar per si sola en forma d'una oferta dels productors Don Simpson i Jerry Bruckheimer per dirigir una pel·lícula anomenada Top Gun. Entre els pocs admiradors de L'ànsia durant la seva estrena inicial, Simpson i Bruckheimer havien acordat escollir a Scott en gran part a causa d'un anunci que havia fet per a la marca sueca de cotxes Saab a principis dels anys 1980: en l'espot, un Saab 900 Turbo competeix amb un caça de combat. Sentint que ells havien trobat al seu home, van oferir el projecte a Scott. Ell, no obstant això, hi va estar inicialment poc inclinat.
"Jo en seguia parlant en termes de pel·lícules com a Apocalypse Now o Mad Max 2, El guerrer de la carretera, la qual cosa els va espantar com si fos l'infern. Provenint d'un rerefons artístic, la meva sensibilitat tendia a ser una mica fosca. Jo seguia pensant en termes d'Apocalipsis Now en una carrera d'avions. Ells (Simpson i Bruckheimer) seguien dient, 'No, no, no.' Llavors, un dia, me'n vaig adonar. Vaig entendre el que ells buscaven. No era Apocalipsi Now, era avions platejats competint contra el brillant cel blau. Era "rock and roll en el cel". Els instints de Simpson i Bruckheimer van demostrar ser correctes. Els talents visuals de Scott van ajudar a fer de Top Gun una de les pel·lícules més taquilleres de 1986, obtenint més de 176 milions de dòlars, i fent una estrella del seu jove protagonista, Tom Cruise.
Seguint l'èxit de Top Gun, Scott es va trobar a si mateix en la llista principal de Hollywood de directors d'acció. Tornant a formar equip amb Simpson i Bruckheimer el 1987, Scott va dirigir a Eddie Murphy en la seqüela Beverly Hills Cop II. Malament amb la crítica, la pel·lícula es va convertir no obstant això en una de les més taquilleres de l'any. La seva següent pel·lícula, Revenja, va ser un canvi de ritme per al director. Protagonitzada per Kevin Costner i Madeleine Stowe, la pel·lícula va ser un escabrós i brutal thriller d'adulteri i venjança que va tenir lloc a Mèxic. La producció, no obstant això, no va ser agradable per a Scott, mentre que la pel·lícula li va ser treta de les seves mans en la posproducció, i reeditada per la insistència del productor Ray Stark. La pel·lícula va anar malament amb la crítica i també en l'aspecte comercial, encara que, com en el cas de L'ànsia, la seva reputació va començar a millorar a mesura que els anys passaven.
El 1990, Scott va retornar a la cleda de Simpson-Bruckheimer per encapçalar la gran producció sobre cotxes de carreres Dies de tro. Una vegada més dirigint Tom Cruise en una aventura d'un talentós però temerari jove que ha de dominar les seves emocions així com la seva màquina, les similituds amb Top Gun no van passar desapercebudes. A diferència de la seva predecessora, la pel·lícula va ser una decepció en taquilla quan va ser estrenada l'estiu de 1990.
La següent pel·lícula de Scott, L'últim boy scout, va funcionar una mica millor, el seu adust i calmat to (amb uns marcats matisos de misogínia) i la dura violència van ser massa per als espectadors de vacances en la seva estrena al desembre de 1991. Va ser, no obstant això, un modest èxit comercial, particularment en comparació de l'anterior producció del seu protagonista Bruce Willis, El gran Falcó.
Sentint que potser havia estat encasellat com un director de pel·lícules d'alta tecnologia i acció, Scott va girar la seva atenció a produccions de molta menor escala, encara que amb obres tan tècnicament polides i visualment aconseguides com la resta del seu treball. A través d'una entrevista arreglada per un antic empleat, Scott va ser presentat a un brillant i extremadament entusiasta empleat de vídeoclub convertit en un puixant director de nom Quentin Tarantino. Tarantino li ofereix mostres del seu treball perquè les llegeixi, entre elles els guions de Reservoir Dogs i Amor a boca de canó. Scott li diu a Tarantino que li encantaria dirigir ambdues. Tarantino, no obstant això, va mostrar una remarcable tenacitat per a un director que encara no havia finalitzat una pel·lícula, i amablement li va respondre a Scott que no podria tenir els drets de Reservoir Dogs, ja que Tarantino preveia dirigir-la ell mateix. Scott va poder, no obstant això, realitzar Amor a boca de canó.
Feta amb 13 milions de dòlars el 1993, una fracció del que havien costat les seves quatre pel·lícules anteriors, Amor a boca de canó és una audaç i exuberant variació de la temàtica de Bonnie i Clyde. Disposant d'un repartiment de primera fila que incloïa a Christian Slater, Dennis Hopper, Christopher Walken, Gary Oldman, Brad Pitt, Tom Sizemore, Chris Penn, Val Kilmer i, en petits papers, James Gandolfini i Samuel L. Jackson, Amor a boca de canó va ser la pel·lícula que va ajudar a guanyar la percepció sobre Scott que era un ben pagat "mul" de Hollywood, en el sentit que era un autor d'acció molt hàbil. Encara que la resposta a la pel·lícula va ser inicialment indiferent, com la major part del treball de Scott, aviat va desenvolupar un fort culte. I mentre que la majoria de la cobertura de la premsa es va centrar en el seu guionista estrella, Amor a boca de canó és en cada escena una pas de rosca per a Tony Scott com ho és per a Quentin Tarantino. El propi Tarantino era un auto-confés "gran fan de Tony Scott", i va estar enormement complagut amb el producte final, fins i tot va accedir a gravar una pista de comentaris per a l'edició especial en DVD de la pel·lícula.
La següent pel·lícula de Scott el va retornar novament a l'associació Simpson-Bruckheimer per a un thriller de gran pressupost, però al contrari que en les seves col·laboracions anteriors, mostrava un renovat interès en fortes caracteritzacions. Marea vermella, thriller de submarins protagonitzat per Gene Hackman i Denzel Washington, va ser un èxit de recaptació el 1995 i va confirmar l'estatus de director de primera fila, capaç de gestionar talent interpretatiu d'alt nivell. La seva següent pel·lícula, Fanàtic, contenia un repartiment igualment fort (Robert De Niro, Wesley Snipes, Ellen Barkin, Benicio del Toro, etc.), però va ser potser el punt més baix de la filmografia de Scott, una pel·lícula que ni va complaure a la crítica ni als espectadors, i al contrari que L'ànsia, no sembla que hagi de ser redescoberta en poc temps. Scott va tornar el 1998 amb Enemy of the State, thriller paranoic protagonitzat per Will Smith i Gene Hackman. Apareixent com una versió carregada de amfetamines de la conversa (1974) de Francis Ford Coppola, el thriller d'alta tecnologia de Scott va ser ben rebut tant per la crítica com per l'audiència.

### Anys 2000
Les seves següents pel·lícules, Spy Game: Joc d'espies (2001) i Déjà Vu (2006), encara que addicionals demostracions de les seves habilitats tècniques, les realitza a costa de les seves habilitats de narració.
A excepció d'Home en flames (2004) potser la seva millor pel·lícula per la seva superba estructura narrativa dividida en dues parts.
La influència del treball de Scott en una sencera generació de directors d'anuncis i vídeos musicals poden trobar-se en les pel·lícules de Michael Bay i Antoine Fuqua, entre d'altres. També va dirigir la pel·lícula Domino, basada en la vida de la caça-recompenses Domino Harvey.
Després va rodar Home en flames, o El foc de la venjança amb Denzel Washington. Aquí li treu tot el partit possible a la seva càmera i a la seva manera de rodar visualment impactant i realista, tremendament atractiu, amb un ús també intens dels recursos tècnics –alentiment, colors, angulacions, transicions trepidants– dels quals ja va fer gala en Spy Game (2001), la seva anterior pel·lícula.
El 2006, Scott va tornar a reunir-se amb Denzel Washington per a la pel·lícula d'acció futurista Déjà Vu. La seva interpretació va ser sòlida, si no espectacular, tant amb els seus col·legues, el seu públic i amb els crítics. Per a aquesta pel·lícula, Scott va utilitzar un estil més tradicional de direcció del que hi havia en la frenètica Domino. 
Després, juntament amb el seu germà Ridley Scott, coprodueix la sèrie de televisió Numb3rs. Tony Scott va dirigir el primer episodi de la quarta temporada.
Scott una vegada més es va associar amb Denzel Washington amb qui va tenir una gran connexió, en Assalt al tren Pelham 1, 2, 3 també protagonitzada per John Travolta i estrenada als cinemes el 12 de juny de 2009. La pel·lícula va ser un remake de l'original de 1974 del mateix títol, protagonitzada per Walter Matthau i Robert Shaw.
2009 també va veure el començament de The Good Wife, una sèrie dramàtica jurídica a la qual Tony i el seu germà van contribuir, com dos dels productors executius. Els germans Scott també van produir l'adaptació cinematogràfica de l'equip A. La seva següent pel·lícula, Unstoppable de nou protagonitzada per Washington, (amb Chris Pine), es va estrenar al novembre de 2010.

## Mort
El 19 d'agost de 2012, aproximadament a les 12:30 PM, Scott es va suïcidar saltant des del pont Vincent Thomas en el port de San Pedro del districte de Los Angeles, Califòrnia. Els investigadors de la policia del port de Los Angeles van trobar informació de contacte en una nota deixada al seu automòbil, estacionat al pont, i una nota en la seva oficina per a la seva família. Alguns testimonis van dir que ell no va dubtar abans de saltar. El seu cos va ser recuperat de l'aigua per la policia del port de Los Angeles. El 22 d'agost, el forense portaveu del comtat, Ed Winters, va dir que a les dues notes que Scott va deixar, no va fer esment de problemes de salut i no va explicar per què es va suïcidar.
El 22 d'octubre de 2012, l'oficina forense del comtat de Los Angeles, va anunciar que la causa de la mort va ser de "ferides múltiples amb objectes contundents". En el moment de la seva mort se li van detectar nivell terapèutics de mirtazapina i eszopiclona. Ambdós fàrmacs són coneguts per poder incitar al suïcidi. El forense també va confirmar que Scott "no tenia serioses condicions mèdiques subjacents" i no "sofria de càncer".

## Filmografia
Les seves pel·lícules més destacades són:

### Com a director
| Any  | Pel·lícula                         |
| ---- | ---------------------------------- |
| 1983 | L'ànsia (The Hunger)               |
| 1986 | Top Gun                            |
| 1987 | Beverly Hills Cop II               |
| 1990 | Revenge                            |
| 1990 | Days of Thunder                    |
| 1991 | L'últim boy scout                  |
| 1993 | Amor a boca de canó (True Romance) |
| 1995 | Marea roja (Crimson Tide)          |
| 1996 | The Fan                            |
| 1998 | Enemy of the State                 |
| 2001 | Spy Game                           |
| 2004 | Man on Fire                        |
| 2005 | Domino                             |
| 2006 | Déjà Vu                            |
| 2009 | Assalt al tren Pelham 1, 2, 3      |
| 2010 | Unstoppable                        |

### Com a actor
| Any  | Pel·lícula               | Personatge        | Categoria     |
| ---- | ------------------------ | ----------------- | ------------- |
| 1965 | Boy and Bicycle          | El noi            | Curtmetratge  |
| 1985 | Number One               | Danny             | Tv movie      |
| 1986 | Spearfield's Daughter    | Tinent de Policia | mini-sèrie Tv |
| 1994 | Cityscrapes: Los Angeles | Director B        | Pel·lícula    |
| 1998 | Angelo nero              |                   | Tv movie      |

## Premis i nominacions

### Premis
- 1999. Globus d'Or a la millor minisèrie o telefilm per RKO 281
- 2002. Primetime Emmy a la millor minisèrie o telefilm per The Gathering Storm

### Nominacions
- 2000. Primetime Emmy a la millor minisèrie o telefilm per RKO 281
- 2008. Primetime Emmy a la millor minisèrie per The Andromeda Strain
- 2010. Primetime Emmy a la millor sèrie dramàtica per The Good Wife
- 2011. Primetime Emmy a la millor sèrie dramàtica per The Good Wife
- 2011. Primetime Emmy a la millor minisèrie o telefilm per The Pillars of the Earth
- 2011. Primetime Emmy al millor especial de no ficció per Gettysburg